# Anne Portugal
Pour les articles homonymes, voir Portugal (homonymie).
Anne Portugal, née en 1949 à Angers, est une poétesse et traductrice française. 

## Eléments biographiques
Elle est née en 1949 à Angers,,.
Elle quitte Nantes pour Paris en 1970, travaillant sur une thèse sur les injonctions et les interdits qui, transformée, sera publiée en 1985 sous le titre Les Commodités d'une banquette. Depuis, elle vit et travaille à Paris. Elle commence à publier dans les années 1980. Mais c'est dans son recueil de 1992, Le Plus simple appareil, qu'apparaît vraiment sa réflexion sur le langage. Cet ouvrage est consacré au thème de Suzanne et les Vieillards, et sa représentation picturale,.

## Œuvres
- La Licence, qu'on appelle autrement parrhesie, Paris, Gallimard, 1980.
- Plumes, gravures de C. Thouzeau, éd. J. de Champvallins, 1981.
- Les Commodités d'une banquette, Paris, P.O.L, 1985.
- De quoi faire un mur, Paris, P.O.L, 1987.
- Souris au lait, Éditions La Farandole, 1989.
- Anne Portugal (ill. Pierre Buraglio), Fichier, Paris, Chandeigne, 1992.
- Le Plus simple appareil, Paris, P.O.L, 1992.
- Comment aimer, Éditions Créaphis, 1999.
- Dans la reproduction en 2 parties égales des plantes et des animaux, photographies de Suzanne Doppelt, Paris, P.O.L, 1999.
- La Réalité en face / la quoi ?, avec Caroline Dubois, éditions Al Dante, 1999.
- Les Gens content de se baigner, Éd. Rup & Rud, 2001.
- Voyer en l'air, Éditions de l'Attente, 2001.
- Définitif bob, Paris, P.O.L, 2002[6],
- (de) Choix de poèmes en Den gegenwärtigen Zustand der Dinge festhalten. Zeitgenössische Literatur aus Frankreich. Magazine "Die Horen", 62, 267, Herbst 2017. Wallstein, Göttingen.
- Paramour, Paris, P.O.L, 2009.
- La Formule flirt, Paris, P.O.L, 2010[7].
- Writing the Real: A Bilingual Anthology of Contemporary French Poetry (traducteur Jennifer Moxley), Enitharmon Press, 2016.
- et comment nous voilà moins épais, Paris, P.O.L, 2017[8].
- Valentina Gosetti, Andrea Bedeschi, Adriano Marchetti, dir., Donne. Poeti di Francia e Oltre. Dal Romanticismo a Oggi (traducteur Valentina Gosetti). Giuliano Ladolfi Editore, 2017.  (ISBN 978-88-6644-349-0).
- S&lfies, Paris, P.O.L, 2023.

### Œuvre collective
- Marquise vos beaux yeux, Lyon, avec Michelle Grangaud, Josée Lapeyrère, Liliane Giraudon, Éditions le Bleu du ciel, 2005, 122 p. (ISBN 978-2-915232-25-7)

## Traductions
- avec Caroline Dubois: Paramour, de Stacy Doris. P. O. L. 2009
- avec Abigail Lang, Vincent Broqua: L’anglais mêlé, de Caroline Bergvall, Presses du réel, Dijon 2017 (Meddle English. New and Selected Texts. Nightboat Books, 2011)

## Regards sur son œuvre
- Poésie et méthode, par Manou Farine pour France Culture, 2017[9],
- et comment nous voilà moins épais d'Anne Portugal, par Catherine Pomparat pour Sitaudis, 2017[10]
- On “Translating the Untranslatable”: Conversations with French Poets Anne Portugal and Pierre Alferi, par Sophie Thunberg pour World Literature Today, 2014[11]
- Son et perception dans la poésie de Dominique Fourcade et Anne Portugal, par Peter Consenstein pour la revue Contemporary French et Francophone Studies[12] de l'université du Connecticut , 2014[13]
- Les formules d'Anne Portugal, par Dr Buck, Mediapart, 2010[14]